# مارفن غولدستاين
مارفن غولدستاين (بالإنجليزية: Marvin Goldstein)‏ هو عازف بيانو أمريكي، ولد في 1950 في تل أبيب في إسرائيل.

## وصلات خارجية
- مارفن غولدستاين على موقع ميوزك برينز (الإنجليزية)